# Генрих I (граф Текленбурга)
Генрих I (нем. Heinrich I. von Tecklenburg; ок. 1120—1156/1178) — граф Текленбурга с 1150 года, домфогт Мюнстера.
Старший сын Экберта I фон Текленбурга и его жены Адельгейды Гельдернской.
Ок. 1141 года женился на Эйлике (ок. 1125 — ок. 1184), дочери графа Эгильмара II Ольденбургского.
После смерти отца наследовал графство Текленбург и фогство в Мюнстере.
Умер не ранее 1155 года. В некоторых исторических исследованиях и генеалогиях датой смерти указан 1173 или даже 1178 год.

## Семья
Сын:
- Симон I (ок. 1145 — 8 августа 1202), граф Текленбурга.